# Jauca 2
Jauca 2 es un barrio ubicado en el municipio de Santa Isabel en el estado libre asociado de Puerto Rico. En el Censo de 2010 tenía una población de 4554 habitantes y una densidad poblacional de 160,24 personas por km².

## Geografía
Jauca 2 se encuentra ubicado en las coordenadas 18°0′20″N 66°21′30″O / 18.00556, -66.35833. Según la Oficina del Censo de los Estados Unidos, Jauca 2 tiene una superficie total de 28.42 km², de la cual 26.3 km² corresponden a tierra firme y (7.45%) 2.12 km² es agua.

## Demografía
Según el censo de 2010, había 4554 personas residiendo en Jauca 2. La densidad de población era de 160,24 hab./km². De los 4554 habitantes, Jauca 2 estaba compuesto por el 71.45% blancos, el 12.91% eran afroamericanos, el 0.4% eran amerindios, el 0.04% eran asiáticos, el 0.02% eran isleños del Pacífico, el 11.73% eran de otras razas y el 3.45% pertenecían a dos o más razas. Del total de la población el 99.58% eran hispanos o latinos de cualquier raza.